# Tàu ngầm lớp I-400
Tàu ngầm lớp Sen Toku I-400 (tiếng Nhật: 伊四〇〇型潜水艦) được đóng bởi hải quân Đế quốc Nhật Bản trong chiến tranh thế giới thứ II. Nó được biết đến như loại tàu ngầm lớn nhất từng được đóng trước khi Liên Xô và Mỹ phát triển tàu ngầm mang tên lửa đạn đạo vào những năm 1960. Chúng là loại tàu ngầm có thể mang 3 chiếc thủy phi cơ Aichi M6A Seiran. Chúng có thể phóng máy bay và lặn xuống trước khi bị phát hiện. Tuy nhiên, không chỉ có máy bay mà loại tàu ngầm này cũng được trang bị 8 ống phóng cùng với 1 khẩu pháo 140 mm ở phía đuôi, bắn xa 15 km, và nhiều súng phòng không loại 25 mm để tác chiến phòng không.
Lớp I-400 được thiết kế để có thể đi đến bất cứ đâu trên thế giới và trở về. Một đội tàu 18 chiếc đã được lên kế hoạch đóng vào năm 1942, và ngay lập tức được thực hiện vào tháng 1 năm 1943 tại xưởng vũ khí ở Kure, Hiroshima. Tuy nhiên kế hoạch đã bị rút lại chỉ còn 9 chiếc, cuối cùng chỉ có 3 chiếc được đóng là I-400 tại Kure I-401 và I-402 tại Sasebo

## Các đặc điểm
Mỗi tàu có 4 động cơ diesel 3.000 mã lực và mang đủ nhiên liệu để đi một vòng rưỡi quanh trái đất, nhiều hơn cần thiết để có thể đến được Hoa Kỳ đi từ Đông sang Tây. Chúng nặng 6.500 tấn và dài 120 mét, gấp ba lần kích cỡ tàu ngầm bình thường tại thời điểm đó. Chúng mang 4 súng phòng không, một khẩu pháo trên mạn tàu và 8 ống phóng ngư lôi.

Thủy phi cơ Aichi M6A Seiran

Chúng có thể mang 3 chiếc thủy phi cơ Aichi M6A Seiran mỗi chiếc có thể mang 800 kg bom đạn và bay xa 650 km với tốc độ 475 km/giờ. Sự tồn tại của loại máy bay này hoàn toàn không được biết đến đối với tình báo của quân Đồng Minh. Cánh của Seiran có thể gấp lại, đuôi ngang và dọc của máy bay cũng có thể gập xuống để có thể thu nhỏ đường kính của máy bay cho vừa với khoang chứa. Khi chuẩn bị chiến đấu máy bay có sải cánh 12 m và chiều dài là 11,6 m. Sẽ có một nhóm bốn người chuẩn bị cho ba chiếc máy bay trong vòng 45 phút. Máy bay sẽ cất cánh trên bệ phóng dài 37 mét đặt trên bong tàu.
Chiếc I-402 được hoàn thành đúng lúc chiến tranh gần như kết thúc, nhưng đã được chuyển thành tàu chở dầu và chưa từng được trang bị máy bay.

## Lịch sử phát triển
Khi mà chiến tranh chuyển sang thế bất lợi cho Nhật Bản và các hạm đội của họ không thể di chuyển một cách tự do không hạn chế trên Thái Bình Dương nữa Tổng tư lệnh của hạm đội Liên Hợp Nhật Bản, đô đốc Yamamoto Isoroku đã quyết định xây dựng một kế hoạch táo bạo là tấn công thành phố New York, Washington D.C và các thành phố khác của Hoa Kỳ cũng như phá hủy kênh đào Panama.

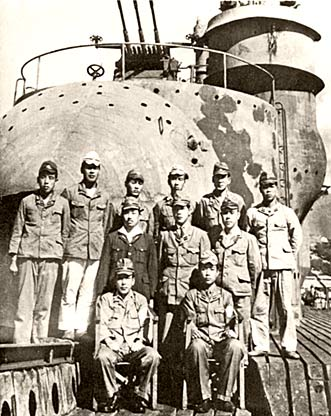
Các chỉ huy của I-400 trước cửa khoang chứa máy bay, chụp bởi Hải quân Hoa Kỳ sau khi bị bắt, một tuần sau khi kết thúc chiến sự.

Một trong các kế hoạch của Yamamoto là sử dụng các tàu Sen Toku (Tàu ngầm tấn công bí mật) vì thế một tàu đã lên đường đến kênh đào Panama để chuẩn bị tấn công vào ngày khai trương năm 1945. Mục tiêu là cắt đứt đường tiếp tế đi đến Thái Bình Dương của các tàu Hoa Kỳ. Hải trình được đặc ra là sẽ đi trực chỉ về phía tây xuyên qua Ấn Độ Dương vòng qua mũi phía nam châu Phi và tấn công cổng Gatun Locks của kênh đào ở phía đông, một cuộc tấn công trực diện và bất ngờ sẽ làm cho quân Mỹ không kịp trở tay và không thể phòng thủ hiệu quả. Cuộc chiến này sẽ như chặng đường một chiều, không một phi công nào nghĩ rằng mình sẽ trở về sau cuộc tấn công, kế hoạch này gọi là Tokko tất cả phi công sẽ hi sinh cho đất nước như các Kamikaze thực thụ. Mỗi phi công điều mang theo một thanh kiếm ngắn Tokko biểu tượng của sự hi sinh cao cả.
Tuy nhiên trước khi cuộc tấn công có thể bắt đầu thì thông tin được phát ra tại căn cứ hải quân ở Maizuru đến được Nhật Bản là quân Đồng Minh đang chuẩn bị tấn công vào đảo. Kế hoạch đổi thành tấn công căn cứ hải quân của quân Đồng minh tại Ulithi nơi là bàn đạp cho các cuộc tấn công. Trước khi kế hoạch đó được thực hiện thì hoàng đế Nhật Bản đã phải ra tuyên bố đầu hàng.
Ngày 22 tháng 8 năm 1945, thủy thủ đoàn được lệnh phá hủy vũ khí của họ. Các ngư lôi được bắn đi mà không có đích đến, các máy bay được phóng lên nhưng không mở cánh và đuôi. Khi chiếc I-401 được lệnh đầu hàng cho khu trục hạm của Hoa Kỳ thuyền trường của nó đã tự sát, còn thủy thủ đoàn của Hoa Kỳ thì bị sốc trước kích thước của tàu ngầm.

## Việc thanh sát của Hoa Kỳ
Hải quân Hoa Kỳ đã thu được 24 tàu ngầm tính luôn chiếc I-400 và đưa chúng đến vịnh Sasebo để nghiên cứu. Cùng lúc đó họ nhận được tin là Liên Xô cũng đã cử một đoàn thanh sát viên đến để nghiên cứu loại tàu này. Để giữ cho công nghệ này không lọt vào tay Liên Xô, Kế hoạch Cuối đường đã được xúc tiến. Gần như tất cả tàu ngầm đều bị đánh chìm tại địa điểm Point Deep Six (địa điểm này được giữ bí mật), cách 60 km về phía Tây của Nagasaki ngoài khơi quần đảo Gotō bằng các gói thuốc nổ C-2. Hiện nay chúng đang nằm ở độ sâu 200 mét dưới lòng biển.
Những tàn tích của bốn chiếc tàu ngầm (I-400, I-401, I-201 and I-203) được phân tích ngoài khơi đảo Hawaii bởi trung tâm kỹ thuật Hải quân Hoa Kỳ. Thông qua việc phân tích cho thấy những chiếc tàu ngầm trong vùng Kalaeloa gần Oahu của Hawaii đã bị đánh chìm bởi ngư lôi của tàu ngầm USS Trumpetfish (SS-425) vào ngày 4 tháng 6 năm 1946 vì các nhà khoa học của Liên Xô yêu cầu được tiếp cận với các tàu này. Xác chiếc tàu I-401 đã được xác định bởi các tàu ngầm nghiên cứu đáy biển Pisces của Phòng thí nghiệm nghiên cứu đáy biển Hawaii vào tháng 3 năm 2005 ở độ sâu 820 mét.